# Le Sang noir
Pour les articles homonymes, voir Sang noir.
Le Sang noir est un roman de l'écrivain breton Louis Guilloux publié en 1935 aux éditions Gallimard.
Lors de sa publication, le roman portait cette bande : « La vérité de cette vie, ce n'est pas qu'on meurt, mais qu'on meurt volé. »
Sa republication de 1955 est préfacée par André Malraux.

## Résumé
L'action se déroule sur une journée de l'hiver 1917-1918, dans une ville qui n'est pas nommée, mais il s'agit certainement de Saint-Brieuc, la ville à laquelle Louis Guilloux sera toute sa vie attaché. Le personnage principal, François Merlin, est un professeur de philosophie, que tout le monde surnomme Cripure pour « Critique de la raison pure », l'ouvrage célèbre de Kant que le professeur cite sans cesse. Cripure est un homme dont l'intelligence supérieure a le tort de rendre manifestes les ridicules et la bêtise de ses concitoyens. Aussi cet intellectuel, à l'ancienne notoriété acquise après quelques ouvrages érudits, dont une thèse sur un philosophe local, Turnier, qui s'est suicidé par amour, est-il raillé par ses élèves et une bonne partie de la ville qui se moquent de ses grands pieds et de sa dégaine, surtout lorsqu'il divague dans les rues, affublé d'un manteau de fourrure dit « peau de bique ». Il est en effet atteint d'acromégalie, comme le philosophe et sociologue Georges Palante, ancien professeur et ami de Guilloux, qui a inspiré le personnage. Il vit avec Maïa, une grosse femme rude et sotte et, dans le fouillis de son bureau, entouré de la puanteur des chiens, il rêve au chef-d'œuvre qu'il projette d'écrire et songe sans cesse à Toinette, cette femme qu'il a aimée, mais qui s'est détournée de lui pour un officier. La nuit, parfois, dans son sommeil, il entend une voix de femme lui demander : « pourquoi as-tu envie de pleurer ? ». 
L'antagoniste de Cripure est Nabucet, professeur lui aussi. Cet autre petit bourgeois a l'ambition d'être le grand esprit penseur de la ville et, voyant en Cripure un rival, le jalouse et le déteste avec acharnement pour sa notoriété littéraire passée. Pour se faire bien voir, il organise au lycée une cérémonie de décoration de la femme du député, à laquelle participent l'évêque et le général commandant la région. L'opposition de Cripure et Nabucet finira par les faire se provoquer en duel. Le duel sera finalement annulé puisque le député Faurel, arbitre de ce duel, en accord avec les différents témoins, convient que ce duel à l'épée est injuste, étant donné que Cripure est infirme. Cripure se résigne honteusement à signer le compromis qui lui évite le duel. Le lendemain matin il décide de faire une balade, mais à son retour, ses notes pour sa grande œuvre ont été déchiquetées par ses chiens. Il prend son revolver et se tire dessus. Maïa essaye tant bien que mal de le sauver en l'envoyant vers l'hôpital militaire installé dans le Lycée où il enseigne dans un vieux et sale fiacre, dans lequel il agonise tandis que la ville reprend son activité quotidienne. En arrivant, le médecin constate le décès.

## Personnages principaux
Le roman a au moins une cinquantaine de personnages, avec au moins deux lignes narratives.
Cripure et ses proches
- François Merlin, dit Cripure (sobriquet issu du titre de l'ouvrage Critique de la raison pure), professeur au lycée, philosophe, mais aussi propriétaire de maisons et de placements financiers.
- Maïa, sa compagne, qu'il a choisie parce que c'est une ancienne prostituée ; elle prend soin de lui, que son infirmité rend incapable de nombreux actes nécessaires.
- Amédée, fils de Cripure et d'une femme de ménage d'hôtel.
- Les anciens élèves de Cripure qui l'estiment et l'aiment, bien qu'il les ait tous déçus
  - le député Faurel, officier d'État-Major (venu pour la cérémonie de décoration de son épouse)
  - Lucien Bourcier, fils du censeur du Lycée, lieutenant d'infanterie réformé pour blessure, critique de son ancien professeur,
  - Étienne Couturier, surveillant au Lycée, mobilisé à partir du soir même,
  - Francis Monfort, surveillant d'internat au Lycée, mobilisé dans quelques mois,
  - Moka, répétiteur au Lycée,
  - Corbin, fils hors mariage de Faurel et son chauffeur

au Lycée, en plus des précédents
- M. Marchandeau, proviseur, sa femme Claire, son fils Pierre (au front),
- M. Bourcier, censeur, sa femme et sa fille (son fils Lucien déjà cité),
- Adrien Nabucet, professeur,
- Babinot, professeur et son épouse, leur fils Louis au front,
- Robillard, professeur de rhétorique,
- divers professeurs cités comme participants à la cérémonie de décoration de M.me Faurel,
- les répétiteurs Glâtre et Moka (déjà cité).
- des surveillants, déjà cités
- Noêl, concierge, ancien paysan, sa femme, sa fille et son bébé, son fils Georges revenu du front amputé des deux jambes
- des élèves : Gentric et Blondel

Kaminsky et ses amis
- Otto Kaminsky, juif polonais, militaire employé comme interprète,
- Mme de Villaplane, logeuse de Kaminsky
- Simone Point, fille de notaire, dix-huit ans, maîtresse de Kaminsky,
- Bacchiochi, médecin-major de l'hôpital militaire,
- Marcelle, sa maîtresse,
- Francis Monfort (déjà cité)

Autres
- Le capitaine Paul Plaire, ami d'enfance de Nabucet,
- Le père Yves, vieux cocher du dernier fiacre de la ville,
- M. Couturier, clerc de Me Point et père d'Etienne,
- le notaire Point, sa femme (et Simone sa fille déjà citée)
- Henriette, jeune fille pauvre amoureuse de Moka,
- Werner, jeune alsacien interné (nationalité allemande), cuisinier.
- M. le maire
- une bossue qui chante dans la rue des airs d'opérette
- M. Pinche, retraité,
- les bonnes de Nabucet, de Babinot, de Madame de Villaplane, du notaire Point
- des personnages de la bonne société à la cérémonie de remise de décoration, dont le Général et l'Évêque
- des soldats en révolte,

## Adaptations
Le roman a fait l'objet d'une adaptation télévisée, Le Sang noir, produite par France 3 en 2006. Adaptation : Michel Martens, réalisation : Peter Kassovitz. Rôles principaux : Rufus (Cripure), Didier Sandre (Nabucet), Myriam Boyer (Maïa).
Il est adapté en 2011-2012 par François Fayt dans un opéra en allemand intitulé Das schwarze Blut. Mis en scène par le Strasbourgeois Marc Adam, il fut joué pour la première fois le 29 novembre 2014 au théâtre d'Erfurt en Thuringe, sous la direction de Jean-Paul Penin.